# Erdemir Zonguldak
El Erdemirspor Eregli, también conocido como Erdemirspor y Erdemir Zonguldak, es un club de baloncesto profesional de la ciudad de Zonguldak, que milita en la Türkiye Basketbol Ligi, máxima categoría del baloncesto turco. disputa sus partidos en el Erdemir Spor Salonu, con capacidad para 2.000 espectadores. El equipo está patrocinado por Erdemir un producto turco de acero.

## Posiciones en liga
- 1998-(16-D2)
- 1999-(1-D3)
- 2001-(2-D2)
- 2002-(D2)
- 2003-(3-D2)
- 2004-(2-D2)
- 2005-(9-D1)
- 2006-(15-1)
- 2007-(1-2B)
- 2008-(1-2)
- 2009-(11-1)
- 2010-8
- 2011-11
- 2012-11
- 2013-10

## Palmarés
- Campeón de la TB2L: 2008
- Subcampeón TB2L: 2004
- Campeón de TB2L Grupo B: 2007
- Subcampeón Copa de baloncesto de Turquía: 2009

## Jugadores célebres
- Erdal Bibo
- Erkan Veyseloğlu
- Hakan Demirel
- Ersin Sezer
- - Mohamed Kone
- Mark Dickel
- Alex Gordon
- - Antwain Barbour
- Antwan Scott
- Antwayne Robinson
- Dewayne Jefferson
- James Thomas
- - Leon Williams
- Nate Funk
- Nicholas Stapleton
- Pervis Pasco
- Tremmell Darden